# Kaikhosru Dadhaboy Sethna
Kaikhosru Dadhaboy Sethna (Hindi: कैखुसरो दादाभाई सेठना, Kaikhusaro Dādābhāī Seṭhnā; auch Amal Kiran, Hindi: अमल किरण, Amal Kiraṇ; * 26. November 1904; † 29. Juni 2011 in Puducherry) war ein indischer Dichter, Philosoph, Historiker, Kulturkritiker, Autor, Herausgeber und religiöser Schüler von Sri Aurobindo.

## Leben
K. D. Sethna studierte an der Bombay University. Der als zoroastrischer Parse geborene Gelehrte ging 1927 in den Ashram von Aurobindo Ghosh, wurde dessen Schüler und wandte sich dem Hinduismus zu. Sethna widmete sich dem Integralen Yoga von Aurobindo und Mira Alfassa. Aurobindo gab ihm 1930 den Namen „Amal Kiran“ (reiner Strahl).
Sethnas erster Gedichtband Inmost Beauty erschien 1933. Ab 1949 war er fast 50 Jahre lang Mitherausgeber des Magazins Mother India des Sri-Aurobindo-Ashrams. Er veröffentlichte mehr als 40 Bücher.
Seinen 100. Geburtstag feierte Sethna im Beach Office der Sri Aurobindo Society. Er lebte zuletzt im Pflegeheim des Aurobindo-Ashrams.

## Bibliographie
- Amal Kiran: Light and Laughter
- Amal Kiran: Talks on Poetry
- Amal Kiran: India and the World Scene ISBN 81-7060-118-5
- Amal Kiran: The Indian Spirit and the World's Future ISBN 81-7060-227-0
- K.D. Sethna: Altar and Flame
- K.D. Sethna: The Mother, Past-Present-Future, 1977
- K.D. Sethna: Obscure and the Mysterious
- K.D. Sethna: The Problem of Aryan Origins 1980, 1992; ISBN 81-85179-67-0
- K.D. Sethna: Overhead Poetry
- K.D. Sethna: The Passing of Sri Aurobindo, 1951.
- K.D. Sethna: Sri Aurobindo on Shakespeare
- K.D. Sethna: Sri Aurobindo - The Poet
- K.D. Sethna: The Obscure and the Mysterious: A Research in Mallarmé's Symbolist Poetry
- K.D. Sethna: Teilhard de Chardin and Sri Aurobindo - a focus on fundamentals, Bharatiya Vidya Prakasan, Varanasi (1973)
- K.D. Sethna: The spirituality of the future : a search apropos of R. C. Zaehner's study in Sri Aurobindo and Teilhard de Chardin. Rutherford, [N.J.] London, Fairleigh Dickerson University Press; Associated University Presses. (1981)
- K.D. Sethna: The Vision and Work of Sri Aurobindo
- K.D. Sethna: Problems of Ancient India, 2000, New Delhi: Aditya Prakashan. ISBN 81-7742-026-7